# Дмитро Чернявський (прилуцький полковник)
Дмитро Федорович Чернявський (? — січень 1680) — український військовий діяч доби Гетьманщини. Наказний гетьман (1673), генеральний суддя (1675), прилуцький полковник (1662-1663, 1679-1680).

## Життєпис
Народився в родині Федора Чернявського (Черняя) — покозаченого шляхтича гербу Шренява (зміненого), що згадується у 1639 році як старшина реєстрового козацтва. За іншою версією — був за походженням купцем, етнічним греком.
Дмитро Чернявський уперше згадується у Реєстрі 1649 року — як козак Переволочанської сотні Прилуцького полку. Був учасником Хмельниччини. За гетьманування Івана Виговського займав уряд переволочанського сотника, брав участь у боях московсько-української війни.
Підтримав Слободищенську угоду 1660 року. У 1661 році — як посланець гетьмана Юрія Хмельницького їздив до хана, пробув у Криму два тижні.
У 1662 році підтримав Якима Сомка. Призначений прилуцьким полковником. Після Чорної ради — зміщений з посади гетьманом Іваном Брюховецьким. Був засланий до Сибіру, втратив усі маєтності. Перебував на каторзі в Якутську. Звільнений у 1669 році за клопотанням гетьмана Дем'яна Ігнатовича.
Деякий час обіймав посаду прилуцького полкового осавула. Після усунення Д. Ігнатовича у 1672 році перейшов на Правобережжя, поступив на службу до гетьмана Петра Дорошенка. У 1673 році був наказним гетьманом. У 1675 році — генеральним суддею, брав участь у бойових діях на боці Османської імперії проти Речі Посполитої («весь год был при хане крымском в Польше»).
Після капітуляції П. Дорошенка у 1676 році повернувся на Лівобережжя. У 1679-1680 роках вдруге очолював Прилуцький полк. У 1679 році отримав від гетьмана Івана Самойловича у володіння село Ряшки. Там і доживав віку. Помер у січні 1680, його наступником на уряді прилуцького полковника став Лазар Горленко.

## Родина
Син Григорій — генеральний обозний у 1695 році. Наказний прилуцький полковник (1663, 1688). У 1685 році отримав у володіння село Сорочинці у Миргородському полку.